# Ognjen Gnjatić
Ognjen Gnjatić (Bugojno, 16 oktober 1991) is een Bosnisch voetballer die als middenvelder voor NK Radomlje speelt. Van 2017 tot 2019 kwam hij in Nederland uit voor Roda JC.

## Clubcarrière
Gnjatić begon zijn loopbaan in zijn geboorteland bij Kozara Gradiška, waarna hij van 2012 tot 2015 voor het Servische FK Rad uitkwam. In de zomer van 2015 tekende hij bij Platanias, waar hij tot 37 competitieoptredens kwam.
Op 27 januari 2017 tekende Gnjatić een contract tot medio 2018 bij Roda JC, destijds uitkomend in de Eredivisie. Hij was een van de negen nieuwelingen die tijdens de winterse transferperiode werd binnengehaald. Hij groeide uit tot vaste waarde op het middenveld van de Kerkradenaren. Gnjatić degradeerde in 2018 met Roda JC naar de Eerste Divisie.
Gnjatić verliet Roda JC in januari 2019. Hij tekende een contract tot eind 2020 bij Korona Kielce, spelend in de Poolse Ekstraklasa. In augustus 2020 ging hij in Duitsland voor FC Erzgebirge Aue spelen dat uitkomt in de 2. Bundesliga. In zijn eerste seizoen kwam hij tot 23 optredens in de hoofdmacht. Het daaropvolgende jaar speelde hij echter geen enkele wedstrijd door aanhoudend blessureleed. Aan het einde van het seizoen werd zijn aflopende contract door de Duitse tweededivisionist niet verlengd. 
In februari 2023 vond Gnjatić in Slovenië met NK Radomlje een nieuwe werkgever.

## Interlandcarrière
Gnjatić speelde van 2011 tot 2012  een handvol wedstrijden in het Bosnisch voetbalelftal onder 21.